# 徐恩曾

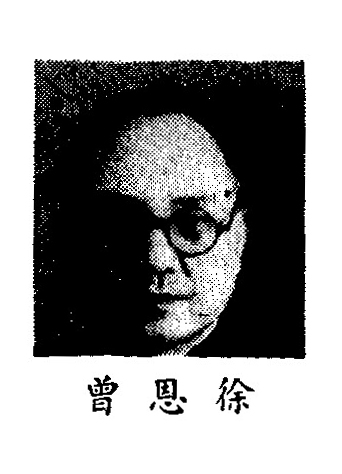

徐恩曾（1896年—1982年），字可均，浙江吴兴人，中华民国政治人物。屬CC派。

## 生平
徐恩曾毕业于上海南洋大学（今上海交通大学），后到美国卡内基工学院（现卡内基梅隆大学）学习电机工程并获硕士学位。
回国后，加入中国国民党。1927年，四一二政变后，徐恩曾参加陈果夫、陈立夫兄弟创建的中央俱乐部。1931年，徐恩曾出任中国国民党中央组织部党务调查科科长。1935年，军事委员会调查统计局成立，陈立夫为局长，徐恩曾任第一处处长，戴笠任第二处处长。1938年8月，中国国民党中央执行委员会调查统计局成立，徐恩曾任主持工作的副局长。1944年，徐恩曾因「涉嫌中印缅边境交通线走私案」被蒋中正免职。 1946年，以“电机工程师学会”会长身份当选国大代表。
1949年3月，从上海赴台湾，繼續擔任國大代表，1982年（民國71年）11月23日，在台湾去世。

## 家族
妻子
- 梅子瑛，一女徐鳳興
- 王素卿
- 费侠

徐新六之本家。